# De Meiden van Halal
De Meiden van Halal was een Nederlands televisieprogramma van de NPS dat in 2005 voor het eerst werd uitgezonden. Het was een praatprogramma dat werd gepresenteerd door de drie zussen Esmaa, Jihad en Hajar Alariachi. 
De presentatrices zijn van Marokkaanse afkomst en worden gezien als behoudend islamitisch omdat ze met hoofddoek presenteren. Zelf presenteerden zij zich in het programma niet alleen als islamitisch maar ook als geëmancipeerd. Ze wonnen aan bekendheid toen zij in het televisieprogramma Bimbo's en Boerka's, tegenstellingen in multicultureel Nederland in discussie gingen met cabaretier Hans Teeuwen, naar aanleiding van diens toespraak in 2007 bij de onthulling van een monument ter ere van de in 2004 vermoorde filmregisseur Theo van Gogh.
In 2016 keerden de gezusters Alariachi terug op de televisie met het programma 'De Mama's van Halal' van de NTR.
Andere Tijden · De Flat van Ali B · De Meiden van Halal · De school van Prem · Dichtbij Nederland · Dunya & Desie · Groot Dictee der Nederlandse Taal · Groot Kinderdictee der Nederlandse Taal · Het Klokhuis · Het uur van de wolf · Holland Doc · Kunststof · Met het Mes op Tafel · NOVA* · Pauw & Witteman*** · Premtime · Raymann is Laat · Sesamstraat · Sinterklaasjournaal · Stellenbosch** · Waltz** · Zembla

*: In samenwerking met VARA en NOS       **: In samenwerking met VARA en VPRO       ***: In samenwerking met VARA